# 19-та ракетна дивізія (СРСР)
19-та Запорізька Червонопрапорна орденів Суворова і Кутузова ракетна дивізія (19 РД, в/ч 33874) — військове з'єднання в складі 43-ї ракетної армії РВСП Збройних сил СРСР.
У 1999 році на базі дивізії було створено 1-шу ракетну дивізію Збройних сил України.

## Історія
19-та ракетна дивізія сформована у грудні 1960 року на підставі директиви МО СРСР від 1 грудня 1960 року на базі 7-ї артилерійської Запорізької Червонопрапорної орденів Суворова і Кутузова дивізії прориву РВГК з передачею почесного найменування та нагород попередниці. Штаб і один полк — у м. Гайсин Вінницької області, ще три полки — у Хмельницькому, Ярмолинцях та Вінниці.
Дивізія отримала на озброєння 42 ракети середньої дальності Р-12 та Р-14, які були як наземного (30 ракет), так і шахтного (12 ракет) базування, мали дальність польоту від 2 до 4,5 тисяч кілометрів.
З 1964 разом зі штабом дислокувалася у сел. Ракове (зараз — мікрорайон м. Хмельницький). Вже за рік після остаточного перебазування почалося переоснащення та підготовка до прийняття на озброєння нової міжконтинентальної ракети УР-100. Поява нових ракет викликала потребу сформувати у дивізії ще два полки, а також супутні технічні підрозділи.
У 1970 році для бойового забезпечення була сформована 109-та окрема гелікоптерна ескадрилья (в/ч 25930) з місцем базування в р-ні с. Давидківці.
З 1972 року на Хмельниччині почалося формування ще трьох полків. В результаті 19-та ракетна дивізія отримала остаточну структуру — 9 ракетних полків, шахтний командний пункт та 10 шахтних пускових установок. Таким чином, навколо Хмельницького базувалося 90 міжконтинентальних ракет УР-100Н (за міжнародною класифікацією — SS-19 «Стилет»). Одна така ракета мала 6 роздільних боєголовок по 550 кілотонн кожна.
На початку 1990-х років на озброєнні дивізії в дев'яти полках перебувало 90 МБР шахтного базування УР-100Н УТТХ, кожна мала по 6 ядерних боєголовок.
30 листопада 1999 року 19-та ракетна дивізія була розформована. Бойовий прапор передано в 1-шу ракетну дивізію Сухопутних військ, згодом в 19-ту ракетну бригаду, що входила до складу 1 РД. Правонаступником 19 РД став Вузол зв'язку 43-ї ракетної армії, а потім 24-й арсенал РВСП (в/ч 14247, смт Вакуленчук).

## Склад

### 1961
- 429-й ракетний полк (м. Старокостянтинів, Хмельницька область);
- 430-й ракетний полк (смт. Ярмолинці, Хмельницька область);
- 431-й гвардійський ракетний полк (м. Бердичів, Житомирська область);
- 433-й гвардійський ракетний полк (Гайсин, Вінницька область).

### 1972
- 97-й ракетний полк (с. Гвардійське);
- 429-й ракетний полк (?);
- 430-й ракетний полк (смт Віньківці, Хмельницької області);
- 541-й ракетний полк (смт Меджибіж, Хмельницької області);
- 543-й ракетний полк (м.  Хмельницький);
- 545-й ракетний полк (мкр. Ракове, м. Хмельницький).

### 1991
- 97-й ракетний полк (в/ч 41203);
- 299-й ракетний полк (в/ч 49478);
- 429-й ракетний полк (в/ч 54145);
- 430-й ракетний полк (в/ч 54266);
- 541-й ракетний полк (в/ч 01033);
- 543-й ракетний полк (в/ч 29434);
- 545-й ракетний полк (в/ч 29485);
- 571-й ракетний полк (в/ч 29473);
- 700-й ракетний полк (в/ч 59943).

## Озброєння
- Р-12 (8К63) (1961—1971 рр.)
- Р-14 (8К65) (1962—1972 рр.)
- УР-100Н (РС-18А / 15А30) (1973—1983 рр.)
- УР-100НУ (РС-18Б / 15А35) (1979—1998 рр.)

## Командири дивізії
- генерал-майор Кобзар Дмитро Олександрович (27 серпня 1960 — 22 березня 1963)
- генерал-майор Краснощок Олександр Трохимович (22 березня 1963 — 31 серпня 1970)
- генерал-майор Єгоров В'ячеслав Федорович (серпень 1970 — вересень 1975)
- генерал-майор Архипов Валентин Васильович (вересень 1975—1978)
- генерал-майор Алташин Іван Іванович (1978 — лютий 1985)
- генерал-майор Пронін Геннадій Іванович (лютий 1985 — червень 1990)
- генерал-майор Карімов Рустам Бакіекіч (червень 1990 — січень 1994)
- генерал-майор Швець Віктор Володимирович (січень 1994 — жовтень 1997)
- генерал-майор Сподарук Юрій Арсентійович (жовтень 1997 -жовтень 1999)